# Биссекторная плоскость

Биссекторная плоскость γ двугранного угла
образованного плоскостями α и β

Биссекторная плоскость - (от лат. bissector - «на двое рассекающий») плоскость выходящая из ребра двугранного угла, которая делит его на два равных двугранных угла.

## Свойства биссекторных плоскостей

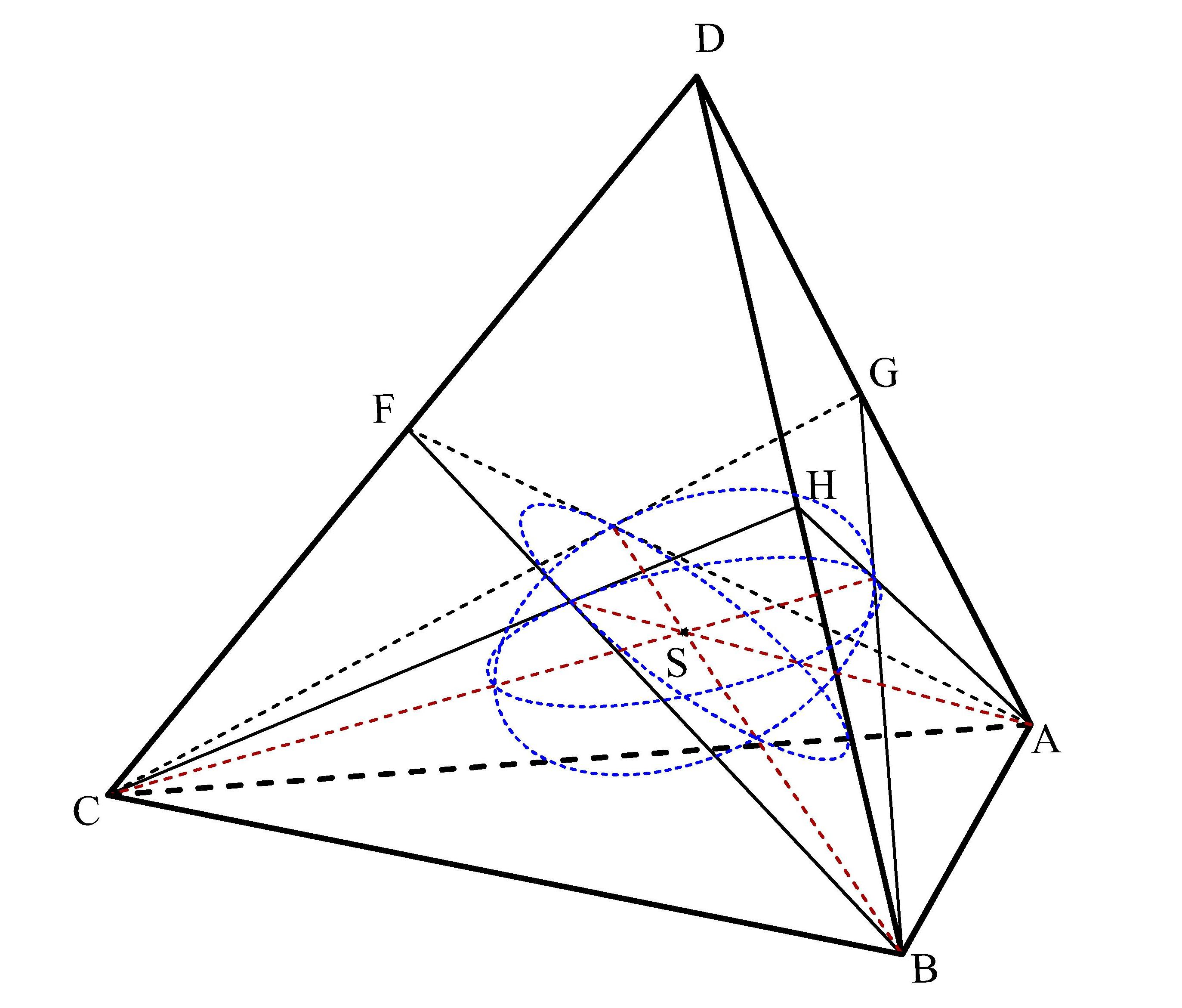
Пересечение биссекторных плоскостей двугранных углов в тетраэдре:
- AFB, BGC и AHC - биссекторные плоскости
- красные пунктирные лучи - линии пересечения биссекторных плоскостей
- S - точка пересечения биссекторных плоскостей и центр сферы вписанной в тетраэдр
- синие пунктирные круги - сечение вписанной сферы в биссекторных плоскостях

- Биссекторные плоскости двугранных углов трёхгранного угла пересекаются по одному лучу[2].
- Биссекторные плоскости двугранных углов тетраэдра пересекаются в одной точке[2].

## Применение биссекторных плоскостей
В начертательной геометрии биссекторные плоскости используются для решения позиционных задач, связанных с вхождением тел и поиском точки вхождения линий в тела. Для решения подобных задач используется проекция на биссекторные плоскости II и IV октантов.